# I Know What You Did Last Summer (nummer)
"I Know What You Did Last Summer" is een single van de Canadese zanger Shawn Mendes en de Cubaans-Amerikaanse zangeres Camila Cabello. Het nummer kwam uit als de eerste single van Mendes' album Handwritten Revisited, dat op 18 november werd uitgegeven door Island Records.

## Achtergrondinformatie
Het nummer werd backstage geschreven door Mendes en Cabello tijdens de wereldtournee van Taylor Swift. "I Know What You Did Last Summer" kwam de Amerikaanse hitlijsten binnen op plek nummer 97. Eén week later steeg de single naar de 53e positie. In eind januari kwam de single in de top 20 terecht, waarmee het de tweede single van Mendes' is binnen de top 20.

## Videoclip
De bijhorende videoclip werd uitgebracht op op 20 november 2015 en is geregisseerd door Ryan Palotta.

## Hitnoteringen

### Nederlandse Top 40
| Hitnotering: 23-01-2016 t/m 07-05-2016 | Hitnotering: 23-01-2016 t/m 07-05-2016 | Hitnotering: 23-01-2016 t/m 07-05-2016 | Hitnotering: 23-01-2016 t/m 07-05-2016 | Hitnotering: 23-01-2016 t/m 07-05-2016 | Hitnotering: 23-01-2016 t/m 07-05-2016 | Hitnotering: 23-01-2016 t/m 07-05-2016 | Hitnotering: 23-01-2016 t/m 07-05-2016 | Hitnotering: 23-01-2016 t/m 07-05-2016 | Hitnotering: 23-01-2016 t/m 07-05-2016 | Hitnotering: 23-01-2016 t/m 07-05-2016 | Hitnotering: 23-01-2016 t/m 07-05-2016 | Hitnotering: 23-01-2016 t/m 07-05-2016 | Hitnotering: 23-01-2016 t/m 07-05-2016 | Hitnotering: 23-01-2016 t/m 07-05-2016 | Hitnotering: 23-01-2016 t/m 07-05-2016 | Hitnotering: 23-01-2016 t/m 07-05-2016 | Hitnotering: 23-01-2016 t/m 07-05-2016 |
| Week:                                  | 1                                      | 2                                      | 3                                      | 4                                      | 5                                      | 6                                      | 7                                      | 8                                      | 9                                      | 10                                     | 11                                     | 12                                     | 13                                     | 14                                     | 15                                     | 16                                     |                                        |
| -------------------------------------- | -------------------------------------- | -------------------------------------- | -------------------------------------- | -------------------------------------- | -------------------------------------- | -------------------------------------- | -------------------------------------- | -------------------------------------- | -------------------------------------- | -------------------------------------- | -------------------------------------- | -------------------------------------- | -------------------------------------- | -------------------------------------- | -------------------------------------- | -------------------------------------- | -------------------------------------- |
| Positie:                               | 33                                     | 25                                     | 14                                     | 12                                     | 12                                     | 15                                     | 16                                     | 21                                     | 23                                     | 26                                     | 28                                     | 28                                     | 30                                     | 33                                     | 36                                     | 39                                     | uit                                    |

### NederlandseSingle Top 100
| Hitnotering (Week 1): 28-11-2015 Hitnotering: (Week 2 t/m 25): 12-12-2015 t/m 21-05-2016 | Hitnotering (Week 1): 28-11-2015 Hitnotering: (Week 2 t/m 25): 12-12-2015 t/m 21-05-2016 | Hitnotering (Week 1): 28-11-2015 Hitnotering: (Week 2 t/m 25): 12-12-2015 t/m 21-05-2016 | Hitnotering (Week 1): 28-11-2015 Hitnotering: (Week 2 t/m 25): 12-12-2015 t/m 21-05-2016 | Hitnotering (Week 1): 28-11-2015 Hitnotering: (Week 2 t/m 25): 12-12-2015 t/m 21-05-2016 | Hitnotering (Week 1): 28-11-2015 Hitnotering: (Week 2 t/m 25): 12-12-2015 t/m 21-05-2016 | Hitnotering (Week 1): 28-11-2015 Hitnotering: (Week 2 t/m 25): 12-12-2015 t/m 21-05-2016 | Hitnotering (Week 1): 28-11-2015 Hitnotering: (Week 2 t/m 25): 12-12-2015 t/m 21-05-2016 | Hitnotering (Week 1): 28-11-2015 Hitnotering: (Week 2 t/m 25): 12-12-2015 t/m 21-05-2016 | Hitnotering (Week 1): 28-11-2015 Hitnotering: (Week 2 t/m 25): 12-12-2015 t/m 21-05-2016 | Hitnotering (Week 1): 28-11-2015 Hitnotering: (Week 2 t/m 25): 12-12-2015 t/m 21-05-2016 | Hitnotering (Week 1): 28-11-2015 Hitnotering: (Week 2 t/m 25): 12-12-2015 t/m 21-05-2016 | Hitnotering (Week 1): 28-11-2015 Hitnotering: (Week 2 t/m 25): 12-12-2015 t/m 21-05-2016 | Hitnotering (Week 1): 28-11-2015 Hitnotering: (Week 2 t/m 25): 12-12-2015 t/m 21-05-2016 | Hitnotering (Week 1): 28-11-2015 Hitnotering: (Week 2 t/m 25): 12-12-2015 t/m 21-05-2016 |
| Week:                                                                                    | 1                                                                                        |                                                                                          | 2                                                                                        | 3                                                                                        | 4                                                                                        | 5                                                                                        | 6                                                                                        | 7                                                                                        | 8                                                                                        | 9                                                                                        | 10                                                                                       | 11                                                                                       | 12                                                                                       | 13                                                                                       |
| ---------------------------------------------------------------------------------------- | ---------------------------------------------------------------------------------------- | ---------------------------------------------------------------------------------------- | ---------------------------------------------------------------------------------------- | ---------------------------------------------------------------------------------------- | ---------------------------------------------------------------------------------------- | ---------------------------------------------------------------------------------------- | ---------------------------------------------------------------------------------------- | ---------------------------------------------------------------------------------------- | ---------------------------------------------------------------------------------------- | ---------------------------------------------------------------------------------------- | ---------------------------------------------------------------------------------------- | ---------------------------------------------------------------------------------------- | ---------------------------------------------------------------------------------------- | ---------------------------------------------------------------------------------------- |
| Positie:                                                                                 | 85                                                                                       | uit                                                                                      | 72                                                                                       | 76                                                                                       | 68                                                                                       | 54                                                                                       | 29                                                                                       | 19                                                                                       | 20                                                                                       | 17                                                                                       | 17                                                                                       | 17                                                                                       | 28                                                                                       | 24                                                                                       |
| Week:                                                                                    | 14                                                                                       | 15                                                                                       | 16                                                                                       | 17                                                                                       | 18                                                                                       | 19                                                                                       | 20                                                                                       | 21                                                                                       | 22                                                                                       | 23                                                                                       | 24                                                                                       | 25                                                                                       |                                                                                          |                                                                                          |
| Positie:                                                                                 | 23                                                                                       | 22                                                                                       | 23                                                                                       | 28                                                                                       | 32                                                                                       | 34                                                                                       | 37                                                                                       | 40                                                                                       | 44                                                                                       | 65                                                                                       | 78                                                                                       | 93                                                                                       | uit                                                                                      |                                                                                          |

### 3FM Mega Top 50
| Hitnotering: 23-01-2016 t/m 21-05-2016 | Hitnotering: 23-01-2016 t/m 21-05-2016 | Hitnotering: 23-01-2016 t/m 21-05-2016 | Hitnotering: 23-01-2016 t/m 21-05-2016 | Hitnotering: 23-01-2016 t/m 21-05-2016 | Hitnotering: 23-01-2016 t/m 21-05-2016 | Hitnotering: 23-01-2016 t/m 21-05-2016 | Hitnotering: 23-01-2016 t/m 21-05-2016 | Hitnotering: 23-01-2016 t/m 21-05-2016 | Hitnotering: 23-01-2016 t/m 21-05-2016 | Hitnotering: 23-01-2016 t/m 21-05-2016 | Hitnotering: 23-01-2016 t/m 21-05-2016 | Hitnotering: 23-01-2016 t/m 21-05-2016 | Hitnotering: 23-01-2016 t/m 21-05-2016 | Hitnotering: 23-01-2016 t/m 21-05-2016 | Hitnotering: 23-01-2016 t/m 21-05-2016 | Hitnotering: 23-01-2016 t/m 21-05-2016 | Hitnotering: 23-01-2016 t/m 21-05-2016 | Hitnotering: 23-01-2016 t/m 21-05-2016 | Hitnotering: 23-01-2016 t/m 21-05-2016 |
| Week:                                  | 1                                      | 2                                      | 3                                      | 4                                      | 5                                      | 6                                      | 7                                      | 8                                      | 9                                      | 10                                     | 11                                     | 12                                     | 13                                     | 14                                     | 15                                     | 16                                     | 17                                     | 18                                     |                                        |
| -------------------------------------- | -------------------------------------- | -------------------------------------- | -------------------------------------- | -------------------------------------- | -------------------------------------- | -------------------------------------- | -------------------------------------- | -------------------------------------- | -------------------------------------- | -------------------------------------- | -------------------------------------- | -------------------------------------- | -------------------------------------- | -------------------------------------- | -------------------------------------- | -------------------------------------- | -------------------------------------- | -------------------------------------- | -------------------------------------- |
| Positie:                               | 23                                     | 14                                     | 18                                     | 18                                     | 24                                     | 23                                     | 21                                     | 21                                     | 28                                     | 32                                     | 26                                     | 28                                     | 26                                     | 41                                     | 32                                     | 28                                     | 44                                     | 45                                     | uit                                    |